# Publius Silius Nerva
Publius Silius Nerva était un homme politique et général  Romain, qui a été consul en 20 av. J.-C.

## Biographie
Publius Silius Nerva était le fils d'un sénateur qui avait atteint le rang de propraetor. Partisan de l'empereur Auguste, Nerva a été promu par celui-ci tout au long de sa carrière.
Ayant gravi les échelons du cursus honorum, il a reçu le consulat en 20 av. J.-C. aux côtés de Marcus Appuleius, devenant l'un des nombreux homines novi anoblis pendant le Principat d'Auguste.
Après son consulat, il est affecté en Hispanie citérieure en 19 av. J.-C. comme legatus, où il a été impliqué dans la poursuite des Guerres cantabres, aidant  Marcus Vipsanius Agrippa afin de mettre un terme à la longue et sanglante campagne. Par la suite, il a été posté en Illyrie , où il était légat de 17 à 16 av. J.-C.
Nerva avait trois fils, tous consulaires: Aulus Licinius Nerva Silianus (Consul, an 7), Publius Silius (Consul suffectus, an 3) et Caius Silius (Consul, an 13).